# Djinéa Djiaguibé
Pour les articles homonymes, voir Djinéa.
Djinéa Djiaguibé est un village du Sénégal situé en Basse-Casamance, à proximité de la frontière avec la Gambie. Il fait partie de la communauté rurale de Djibidione, dans l'arrondissement de Sindian, le département de Bignona et la région de Ziguinchor.
Lors du dernier recensement (2002), le village comptait 93 habitants et 13 ménages.